# Carlos Prates
Carlos Prates Costa é um arquiteto, urbanista e designer, nascido em 8 de setembro de 1944, em Florianópolis, Santa Catarina, na Rua Duarte Schutel 45, uma casa simples e modesta onde moravam seu pai Alcebíades Domingos da Costa, sua mãe Ruth Prates Costa, com seus 3 filhos, Jane (41), Vitor (42) e Carlos Alberto (44), seu avô João Faraco, sua vó materna Clotilde Prates Faraco, suas tias Maria e Netinha.
Em 1950, seus pais buscando melhores condições de vida mudaram - se para a Cidade de Santos – S/P indo morar num apto na Rua Floriano Peixoto, perto da Praça Independência, onde havia o famoso Cine Atlântico (demolido), Carlos era um frequentador assíduo nos filmes e seriados, maioria em P/B, um dos momentos que o marcou aos 7 anos foi quando assistiu o filme Samson and Delilah de 1949, com sua mãe Ruth, no Cine Bandeirantes em Santos. Carlos e seu irmão Vitor estudaram no Grupo Escolar Estadual Marquez de São Vicente, Canal 2 e sua irmã Jane no Colégio São José.
Em 1953 a família retornou para Florianópolis. Em 1955, ainda menino, flamenguista roxo e exímio botonista por jogos de botões, na casa do seu amigo Henrique escutou pela Rádio Nacional a final do jogo do Flamengo x América, vibrando muito pela vitória e conquista do tricampeonato do seu time Flamengo, ano da morte de seu avô João Faraco em dezembro em Florianópolis.
Em 1957, retornaram à Santos, indo morar na Rua Alagoas com a Família Henrique Diegues, Carlos então com 13 anos e seu irmão Vitor foram estudar no Colégio Tarquínio Silva e sua irmã Jane ficou em Florianópolis aos cuidados de sua Tia Netinha.
Em 1959 foram morar na Rua Arthur Assis no Boqueirão, onde Carlos foi cursar Desenho Técnico de Arquitetura na Escola Técnica Escolástica Rosa, se formando 3 anos depois. Em 1960 até 1966, trabalhou na Arena Construções, Empresa de Construção Civil no Departamento de Arquitetura.
Em 1967, Carlos passou no Concurso Público para trabalhar na Prodesan S.A., Empresa de Economia Mista de Projetos Públicos, sob a presidência do Arquiteto Aníbal M. Clemente.
Em 1974 se formou Arquiteto Urbanista pela Faculdade de Arquitetura da Universidade Brás Cubas, em Mogi das Cruzes sendo integrado a Equipe dos Engenheiros e Arquitetos da Prodesan desenvolvendo Projetos para a Cidade de Santos.
Em 1984 passou no Concurso Público para ministrar aulas de Mensagem e TFG da Faculdade de Arquitetura e Urbanismo (FAUS) da Universidade Católica de Santos.
Em 1985 foi selecionado para ministrar aulas nos cursos de Desenho Industrial e Artes plásticas na Universidade Santa Cecília.
Em 1988 foi promovido a gerência do Departamento de Arquitetura e Urbanismo da Prodesan onde permanece até a presente data.
Em julho de 1998, após o falecimento de sua Tia Maria em Florianópolis, no Natal daquele ano em Santos, Carlos sofre novamente grande perda, o falecimento de sua mãe Ruth Prates Costa com AVC. No velório, num momento sublime, no entorno do Memorial, as árvores estavam cheias de cigarras com seu forte canto, parecia que elas estavam se despedindo da sua mãe. Em outro momento triste, seu pai faleceu com câncer em Florianópolis em 16 de fevereiro de 2001, ano da morte da sua querida Tia Netinha.
Carlos foi casado com Laura Pereira, com quem teve sua filha Camilla Pereira Costa que tem a filha Isabella Costa Vaio nascida em 29/03/2016, com a união com Ronaldo Vaio.
Carlos, após o divórcio, em 1986 casou-se com Beatriz Marquez Neves cuja união permanece até a presente data.

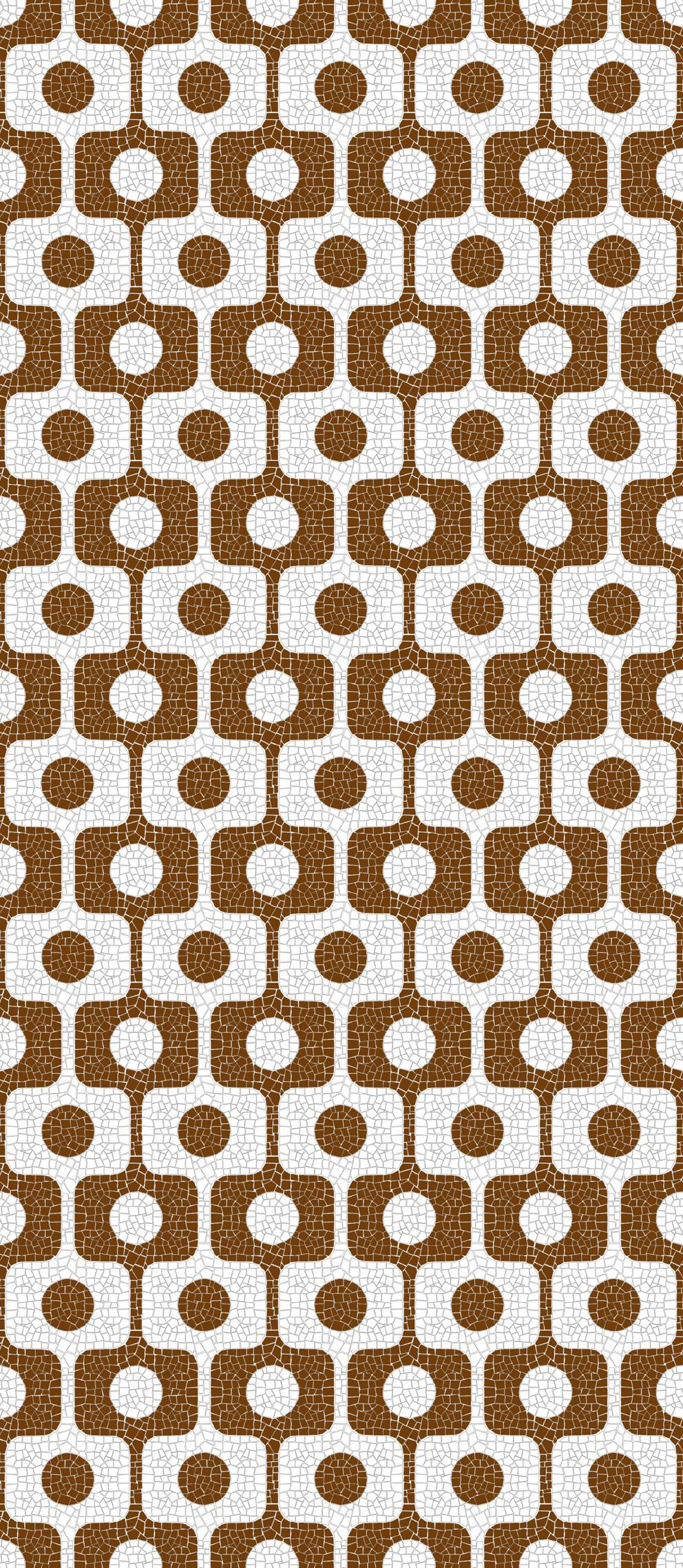
Mosaico da Orla de Santos - Representando correntes de navio

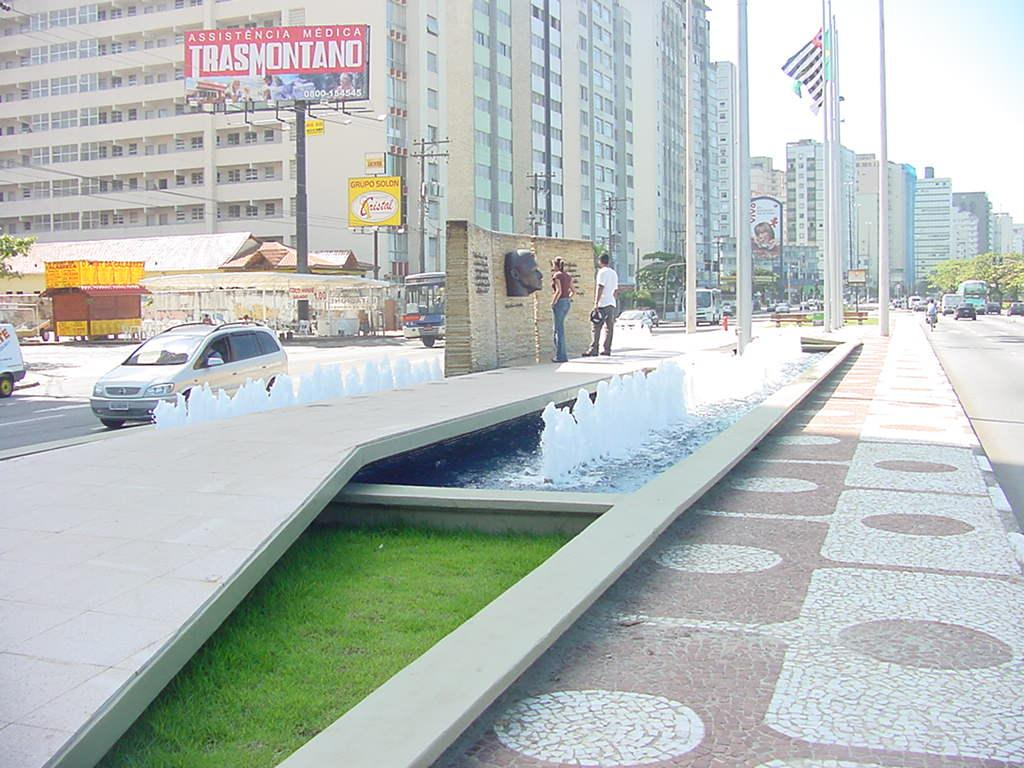
Espaço Cidades Irmãs “Embaixador Sérgio Vieira de Mello” - José Menino, Santos – 2003.

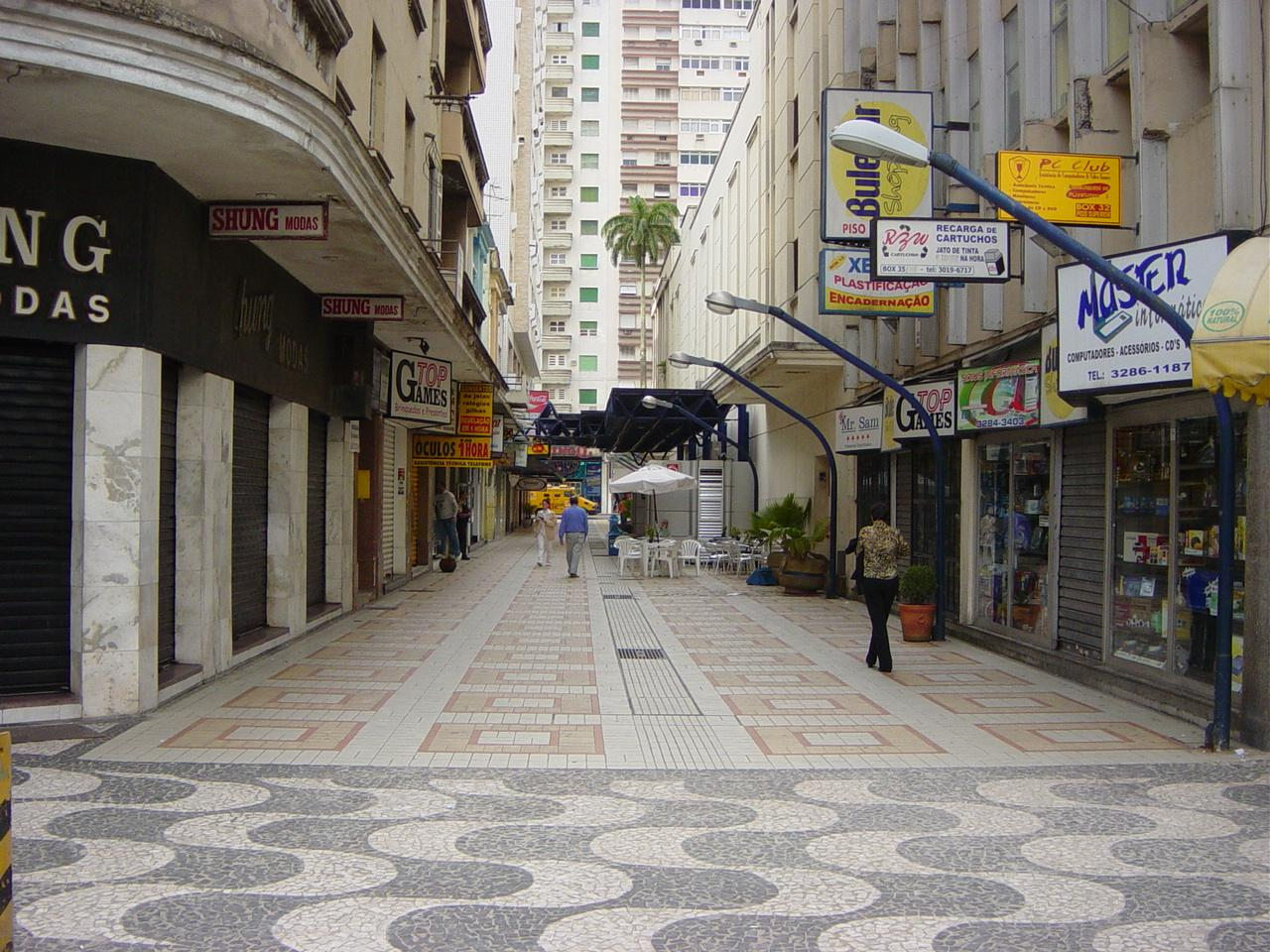
Boulevard da rua Riachuelo em Santos

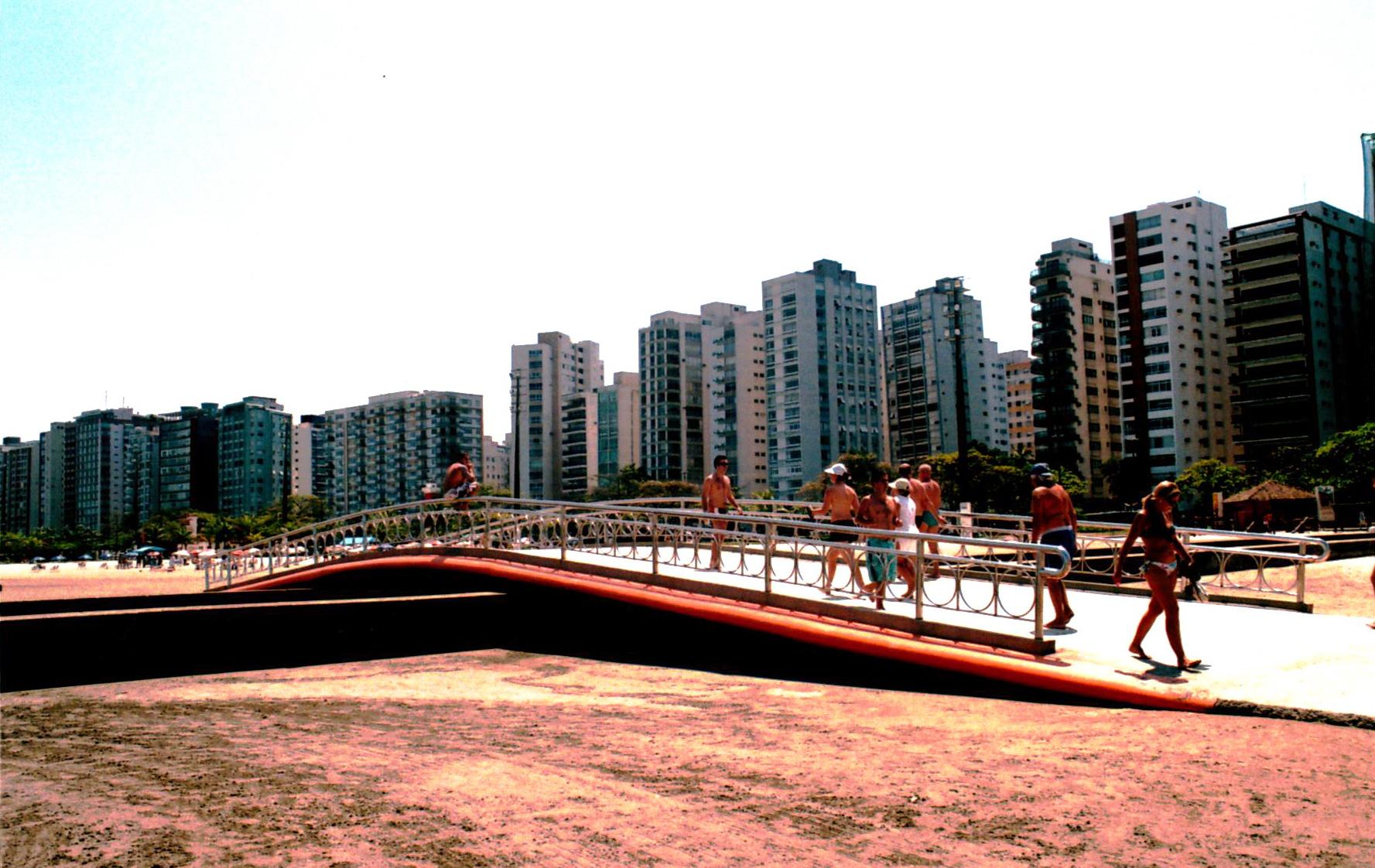
Passarelas da praia de Santos

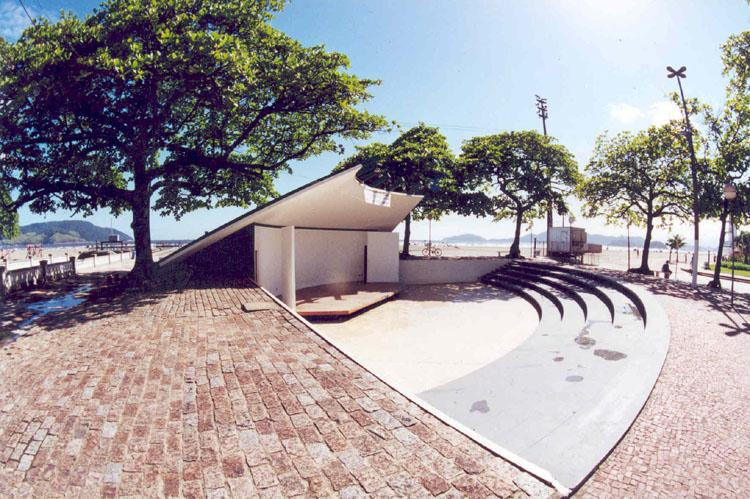
Concha acústica da orla de Santos

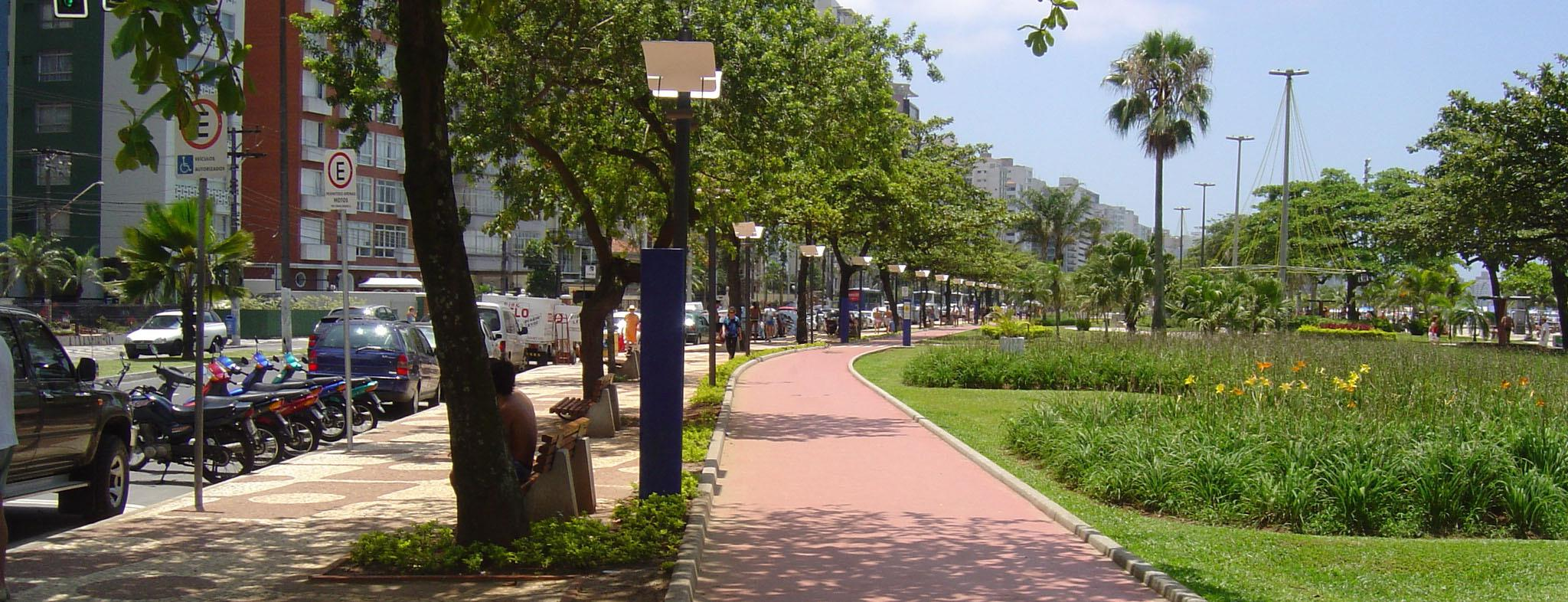
Ciclovia da orla de Santos

## Trabalhos de Arquitetura e Urbanismo
Na cidade de Santos trabalha como gerente do departamento de Arquitetura e urbanismo da Prodesan aqui uma lista de projetos para a cidade:

### Renovação, Revitalização de Praças e Espaços Públicos
- Reurbanização e restauro – área externa do Outeiro de Santa Catarina, Santos – 2000.
- Reurbanização e ampliação com calçadão da Praça Mauá junto ao Paço Municipal – Centro, Santos – 1997.
- Reurbanização com Ciclovia – Canteiro Central da Avenida Francisco Glicério, Santos – 2000.
- Reurbanização com Ciclovia – Canteiro Central da Avenida Afonso Pena, Santos – 2003/2005.
- Reurbanização com Ciclovia na areia – Divisa / Plataforma do Emissário, Santos – 2010.
- Reurbanização do canteiro central com Ciclovia – Avenida Ana Costa, Santos – 2000/2011.
- Reurbanização com Ciclovia da Orla da Praia, Santos – 2000/2003.
- Reformulação do canteiro central da Avenida Ana Costa, Santos – 2000.
- Reurbanização do sistema viário – trecho Canal 1/ Emissário/ Orla, Santos – 1988.
- Reurbanização com Ciclovia da Avenida Nossa Senhora de Fátima, Santos – 2006/2010.
- Reurbanização com Ciclovia do Canal 1 – Avenida Pinheiro Machado, Santos – 2008.
- Reurbanização com Ciclovia (canteiro central da avenida) – Divisa Santos / São Vicente, Santos – 2006.
- Reurbanização com Ciclovia – Canal 6 ao Ferry Boat – Ponta da Praia, Santos – 2006.
- Ciclovia do túnel Rubens Ferreira Martins, Santos – 2007.
- Calçadão da Igreja do Embaré, Santos – 2005.
- Calçadão da Igreja da Pompeia, Santos – 2007.
- Requalificação do espaço com espelho e jato d’água – Praça da Independência – Gonzaga, Santos – 2000.
- Reurbanização da Praça Luiz la Scala – Aquário de Santos – Ponta da Praia, Santos – 2006.
- Espaço com espelho d’água para estátua do pescador – Praça Luiz La Scala, Santos - 2007
- Calçadão da Rua Riachuelo (AGLURB) – Centro, Santos – 1980.
- Calçadão da Rua Othon Feliciano – Gonzaga, Santos – 1998.
- Remodelação da Rua Marcílio Dias – Gonzaga, Santos – 1998.
- Espaço com monumento do Governador Mário Covas – Ponta da Praia, Santos – 2003.
- Praça Allan Kardec – Ponta da Praia, Santos – 1977.
- Requalificação da Praça Allan Kardec – Ponta da Praia, Santos – 2004.
- Espaço Cidades Irmãs “Embaixador Sérgio Vieira de Mello” - José Menino, Santos – 2003.
- Praça Paulo Viriato Correa da Costa (Ilha da Conveniência) – Boqueirão, Santos – 2003
- Bacia do Macuco de Santos – (08/06/2021)

### Edificações
- Concha Acústica – anfiteatro ao ar livre – Canal 3 – Orla/Gonzaga, Santos – 1984.

- Ampliação e reforma do Pronto-Socorro do Macuco, Santos – 2001.
- Entrada principal do Orquidário, Santos – 2011.
- Escola de Educação Infantil – Samuel Augusto Leão de Moura, Santos – 1978.
- Edifício Sede da Caixa de Pecúlios e Pensões Servidores Municipais de Santos – CAPEP, Santos – 2001.
- Posto de Bombeiros – Avenida Ana Costa – Gonzaga, Santos – 2004.    [2]
- Ampliação e reforma da Seção Centro de Referência em AIDS – SECRAIDS, Santos – 2000/2005.
- Posto de Bombeiros – Zona Noroeste, Santos – 1976.
- Píeres 1 e 2 – Ponta da Praia, Santos – 2000.
- Sede do NAI – Núcleo de Atendimento Integrado, Santos – 2003.
- Atracadouro Edgard Perdigão – Ponta da Praia, Santos – 2006.
- Deck do Pescador – Ponta da Praia, Santos – 2000.
- Novo Edifício com ampliação – Aquário de Santos, Santos – 2000.
- Unidade Municipal de Educação do Morro do José Menino – José Menino, Santos – 2006.
- Unidade Municipal de Educação da Rua Goiás – Gonzaga, Santos – 2006.
- Hospital e Maternidade / Instituto da Mulher – Avenida Senador Feijó esquina com a Avenida Rangel Pestana, Santos – 2007.
- Núcleo de Apoio Psicosocial – NAPS – Zona Noroeste, Santos – 2002.
- Ambulatório de Especialidades – AMBESP – Zona Noroeste, Santos – 2002.
- Renovação da Rodoviaria de Santos - 2020[3]

### Equipamentos Públicos, Mobiliário Urbano, Eventos e Comunicação Visual
- Arquitetura para montagem – Cidade Junina – Gonzaga e Plataforma do Emissário, Santos - ?
- Arquitetura de Estrutura para Carnaval – Orla da Praia, Santos - ?
- Escultura para o Clube 2004 – Praça Ida Trilli – Ponta da Praia, Santos – 1995.
- Design do Piso em Mosaico das calçadas e alamedas dos jardins da Orla de Santos, Santos – 1975/2011.
- Design do Marco de identificação dos canais de Santos – Orla de Santos, Santos – 1988.
- Passarelas curvas de concreto sobre os canais – praia de Santos, Santos – 2006.
- Design do Abrigo com painel informativo dos pontos de ônibus, Santos – 1988.
- Design da Escultura do Clube 21 amigos de Santos – Mendes Convention, Santos – 2002.
- Espaço com espelho d’água para estátua do pescador – Praça Luiz La Scala – Aquário – Ponta da Praia, Santos
- Requalificação do espaço da Praça Paulo Viriato Corrêa da Costa (Ilha da Conveniência) – Boqueirão, Santos – 2004.
- Comunicação visual – Placas de orientação e sinalização da ciclovia - Orla, Santos – 2004.
- Design do chuveiro da Orla da praia, Santos – 2004.
- Design da Lixeira Padrão para Santos, Santos – 2003.
- Design do guarda Corpo em aço inox das passarelas da praia, Santos – 2005.
- Homenagem ao Zito Rua Princesa Isabel [4]
- Monumento em homenagem ao Santos F.C. - 2020[5]

## Premiações

### Medalha de Amigo da Bicicleta
Outorgado pela Câmara Municipal de Santos - Sociedade Brasileira de Trânsito Amigos da Bicicleta (Sabici), Associação dos Ciclistas de Santos (Ciclosan) e Liga Santista de Ciclismo (LSC) – 2005.

### Melhor Projeto de Arquitetura e Desenho Urbano – Ciclovia da Orla da Praia – 2003
Outorgado pelo IPB - Instituto Pedala Brasil do Ministério das Cidades – Secretaria de Transporte e Mobilidade Urbana – 2007

### Prêmio Mobilidade Sustentável Ambiental Urbana
Ministério do Meio Ambiente 2012.